# Cërrik
Cërrik (albanska: Cërrik med böjningsformen Cërriku) är en ort och kommun i prefekturen Elbasan i Albanien. Den nuvarande kommunen bildades 2015 genom sammanslagningen av kommunerna Cërrik, Gostimë, Klos, Mollas och Shalës. Kommunen hade 27 445 invånare (2011) på en yta av 189,65 km². Den tidigare kommunen hade 6 695 invånare (2011).